# 21991 Зейн
21991 Зейн (21991 Zane) — астероїд головного поясу, відкритий 6 грудня 1999 року.
Тіссеранів параметр щодо Юпітера — 3,303.